# Carollia colombiana
Carollia colombiana és una espècie de ratpenat de la família dels fil·lostòmids. És endèmic de Colòmbia. Hi ha autors que en fan un sinònim de C. brevicauda o C. castanea.